# Peter Kalmus
Peter Ignaz Paul Kalmus (* 25. Januar 1933 in Prag) ist ein britischer Teilchenphysiker.
Kalmus kam 1939 als Jude auf der Flucht vor den Nationalsozialisten nach England, wuchs in Harpenden auf und besuchte die St. Albans County Grammar School. Sein Vater ist Hans Kalmus, Professor für Biologie am University College London (UCL). Kalmus studierte und promovierte am UCL. Nach Post-Doktoranden-Aufenthalt in den USA (Illinois) war er ab 1964 am Queen Mary and Westfield College der Universität London, wo er 1978 Professor wurde, die Teilchenphysik-Gruppe leitete und von 1992 bis 1997 der Physik-Fakultät vorstand. 
Er war Vizepräsident des Institute of Physics (und von 1989 bis 1993 Vorstand von dessen Hochenergiephysik-Gruppe) und der Royal Institution und war Präsident der British Association for the Advancement of Science. 
Er ist in Großbritannien ein bekannter Popularisator für Physik. 2005 erhielt er dafür den Outreach Prize.
1988 erhielt er die Rutherford Medal für seine Beiträge zur Entdeckung des W-Bosons und Z-Bosons. Er war am CERN an der Entwicklung und Konstruktion des UA1-Detektors am Super Proton Synchrotron (SPS). Er wirkte auch an Experimenten am DESY mit. 2002 erhielt er die Kelvin Medal. 1995 wurde er Fellow der American Physical Society. 2001 wurde er Mitglied des Order of the British Empire (Officer, abgekürzt OBE).
Er ist der Bruder des Physikers George Kalmus.